# سربند (نمين)
سربند هي قرية في مقاطعة نمين، إيران. يقدر عدد سكانها بـ 205 نسمة بحسب إحصاء 2016.